# Amboasary Gara
Amboasary Gara, o simplement Amboasary, és una ciutat i comuna de Madagascar. Pertany al districte de Moramanga, el qual forma part de la regió d'Alaotra-Mangoro. La població era d'aproximadament 12.000 habitants segons el cens de 2001.
A la ciutat s'imparteix ensenyament primari i secundari de primer cicle. Un 60% de la població de la comuna són agricultors. El cultiu més important és l'arròs, mentre que altres productes importants són la mandioca i el taro. La indústria i els serveis proporcionen ocupació al 8% i al 22% de la població respectivament. A més, la pesca dona feina al 10% dels habitants.